# Mørk hvidskæving
Mørk hvidskæving (Lagenorhynchus obscurus) er en middelstor delfin, der lever kystnært på den sydlige halvkugle, især omkring sydspidsen af Sydamerika og ved New Zealand.

## Udseende
Mørk hvidskæving er mørkegrå eller sort på ryggen og rygfinnen er karakteristisk tofarvet, med en mørk forkant og lysere bagkant. Den har en lang, lysegrå stribe på siden, der løber frem og ud på det korte, mørkegrå næb. Undersiden af kroppen er hvid og to hvide striber løber bagud på siden af kroppen ud til halefinnen.
Mørk hvidskæving er en lille til middelstor delfin med betragtelig variation i størrelse mellem de forskellige populationer. De største individer er fundet langs kysten af Peru, hvor de kan blive op til 210 cm lange og veje 100 kg. Mørke hvidskævinger i newzealandske farvande bliver op til 167–178 cm og 69–78 kg for hunner og 165–175 cm/70–85 kg for hanner. Der er stort set ingen forskel mellem hanner og hunner, men hannerne har en lidt mere krum rygfinne, der er bredere ved roden og med større overflade.

## Bestand og udbredelse
Mørk hvidskæving har en pletvis, semi-cirkumpolar udbredelse, idet den kan træffes langs kysterne af det sydlige Sydamerika, sydvestlige Afrika, sydkysten af Australien, omkring Tasmanien og New Zealand. Desuden træffes den ved isolerede øer i de sydlige oceaner.
Omkring Sydamerika træffes arten fra det sydlige Peru, sydpå rundt om Patagonien og Kap Horn og op langs østkysten til omkring 36° S. Den findes også omkring Falklandsøerne. Mørk hvidskæving ses særligt ofte langs Argentinas kyst, fra Valdeshalvøen til udmundingen af La Plata-floden.
Mørk hvidskæving træffes hyppigt hele vejen rundt om New Zealand. Hovedudbredelsen er fra East Cape og Cape Palliser på østkysten af Nordøen til Timaru og Oamaru på Sydøen. De er særligt almindelige i de kolde havstrømme langs østkysten af Sydøen.
I Afrika forekommer mørk hvidskæving fra Lobito Bay, Angola og sydpå til False Bay, Sydafrika.
Mørk hvidskæving træffes langs sydkysten af Australien, men er ikke almindelig. Den er set i de kolde havstrømme ved Kangaroo Island, det østlige Tasmanien og Bassstrædet,
Mørk hvidskæving er desuden set omkring Campbelløerne, Aucklandøerne og Chatham Øerne i det vestlige Stillehav og omkring Tristan da Cunha, Amsterdamøen og Île Saint-Paul.

## Systematik
Mørk hvidskæving er første gang beskrevet af John Edward Gray i 1828, antagelig på baggrund af et enkelt kranie og et konserveret skind sendt fra Kap det Gode Håb til British Museum af en kaptajn Haviside.
Mørk hvidskæving er meget nært beslægtet med stillehavshvidskæving og molekylærgenetiske data peger på at de er adskilt for 1.9–3.0 millioner år siden.

### Status
Mørk hvidskæving er beskyttet i store dele af sit udbredelsesområde. Arten betragtes som almindelig, men der findes meget få bestandsestimater. Målrettet fangst og bifangst har været betragtelig og fortsætter i nogle områder, bl.a. ud for Peru og Chile og bestanden ud for Peru er sandsynligvis overudnyttet. . Det skønnes at også et mindre antal fanges målrettet omkring Sydafrika. Et ukendt antal individer drukner hvert år i garnfiskeri omkring New Zealand.

## Eksterne link
- ARKive – images and movies of the dusky dolphin (Lagenorhynchus obscurus) Arkiveret 13. marts 2006 hos  Wayback Machine
- Whale and Dolphin Conservation Society